# Leptocera downesi
Leptocera downesi är en tvåvingeart som beskrevs av Richards 1944. Leptocera downesi ingår i släktet Leptocera och familjen hoppflugor. Inga underarter finns listade i Catalogue of Life.